# Dolicholoma
Dolicholoma é um género botânico pertencente à família Gesneriaceae.

## Espécie
Dolicholoma jasminiflorum

## Nome e referências
Dolicholoma D.Fang & W.T.Wang